# Akceptace
Akceptace je obecně přijetí určitého návrhu. V právu obvykle označuje přijetí návrhu na uzavření smlouvy, specificky se však tento pojem používá při přijetí směnky cizí. 

## České právo

### Akceptace návrhu smlouvy
Přijetí návrhu smlouvy je upraveno v § 1740–1745 občanského zákoníku. Jde o projev akceptantovy vůle, který musí být učiněn podle navrhovatelovy oferty včas a který mu musí být doručen. Akceptace nemusí být výslovná, vždy však z ní musí být patrný souhlas s obsahem smlouvy (např. poskytnutím požadovaného plnění), samotné mlčení nebo nečinnost přijetím návrhu nejsou. Nesmí nicméně obsahovat jakékoli dodatky, výhrady či jiné podstatné změny obsahu navrhované smlouvy, v takovém případě je smlouva odmítnuta a vůči původnímu navrhovateli jde o nový návrh na uzavření pozměněné smlouvy. Dodatek nebo odchylka, která ale nemění podstatně podmínky nabídky a kterou původní navrhovatel bez zbytečného odkladu neodmítne, platnost akceptace neruší.
Zrušit přijetí návrhu je možné jedině tak, že zrušení dojde navrhovateli nejpozději současně s přijetím. Pokud není zrušeno, je v okamžiku, kdy přijetí návrhu nabývá účinnosti (není-li jinak ujednáno či stanoveno, tak doručením akceptace oferentovi), smlouva uzavřena.

### Akceptace směnky
Akceptace cizích směnek je upravena v § 21–29 zákona směnečného a šekového (č. 191/1950 Sb.). Princip cizí směnky spočívá v tom, že její výstavce přikazuje určité osobě, tzv. směnečníkovi, aby majiteli směnky uhradil určitou částku. Směnečník se pak přijetím stává akceptantem a zavazuje ji při splatnosti zaplatit, stane se tak přímým dlužníkem majitele směnky. 
Přijetí je vyjádřeno slovem „přijato“ nebo jiným obdobným slovem stejného významu a podpisem akceptanta na směnce (pokud by připojil pouze svůj podpis, mělo by to stejné účinky). Směnečník může své přijetí omezit jen na část směnečné sumy, stejně jako může žádat jednodenní odklad. Akceptace může být také samozřejmě zcela odmítnuta a pak za zaplacení odpovídá výstavce směnky. 